# Гвардійська бронетанкова механізована бригада (Хорватія)
Гвардійська бронетанкова механізована бригада — найбільший із двох головних тактичних підрозділів хорватської армії. Базується у південній Хорватії з головним штабом у Вінковцях.

## Історія
Гвардійська бронетанкова механізована бригада (ГОМБР) — спадкоємиця 3-ї гвардійської бронетанкової механізованої бригади (2003—2007 рр.), утвореної шляхом злиття трьох гвардійських бригад хорватської армії часів війни:
- 3-тя гвардійська бригада «Куни»;
- 7-ма гвардійська бригада «Пуми»;
- 5-та гвардійська бригада «Соколи».

## Мета і завдання
Головна мета ГОМБР — боронити суверенітет і територіальну цілісність Республіки Хорватія; розвивати та підтримувати спроможність до участі у міжнародних військових операціях і бути готовою надати допомогу цивільним установам у разі природних і техногенних катастроф.
Основні завдання ГОМБР такі:
- Вести наступальні операції;
- Проводити стабілізаційні операції;
- Проводити операції з безпеки та бойової охорони;
- Створення командно-управлінських систем;
- Забезпечувати стійкість підрозділу;
- Підтримувати цивільні установи перед обличчям стихійних і техногенних катастроф.

## Галерея

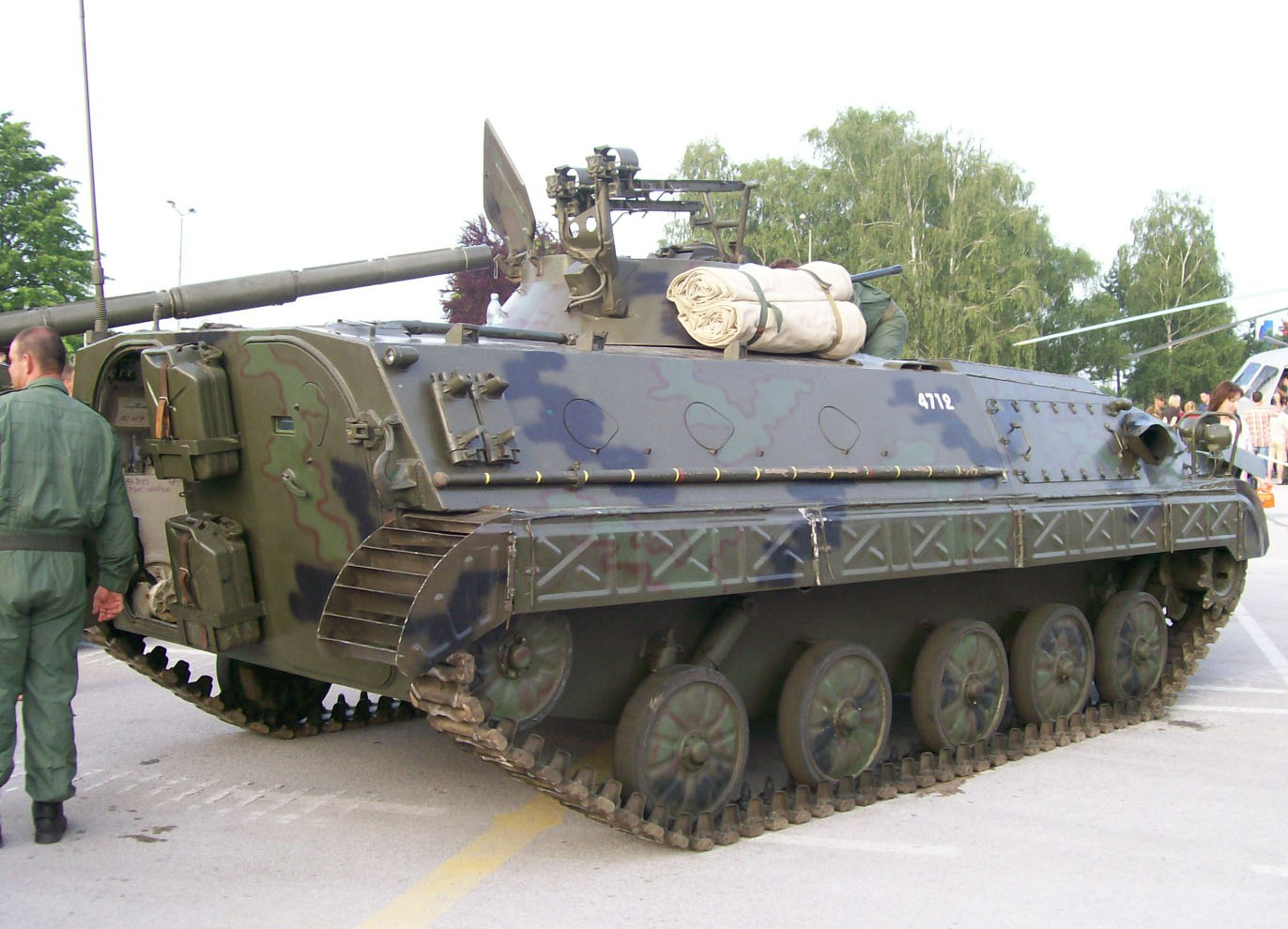
BVP M-80
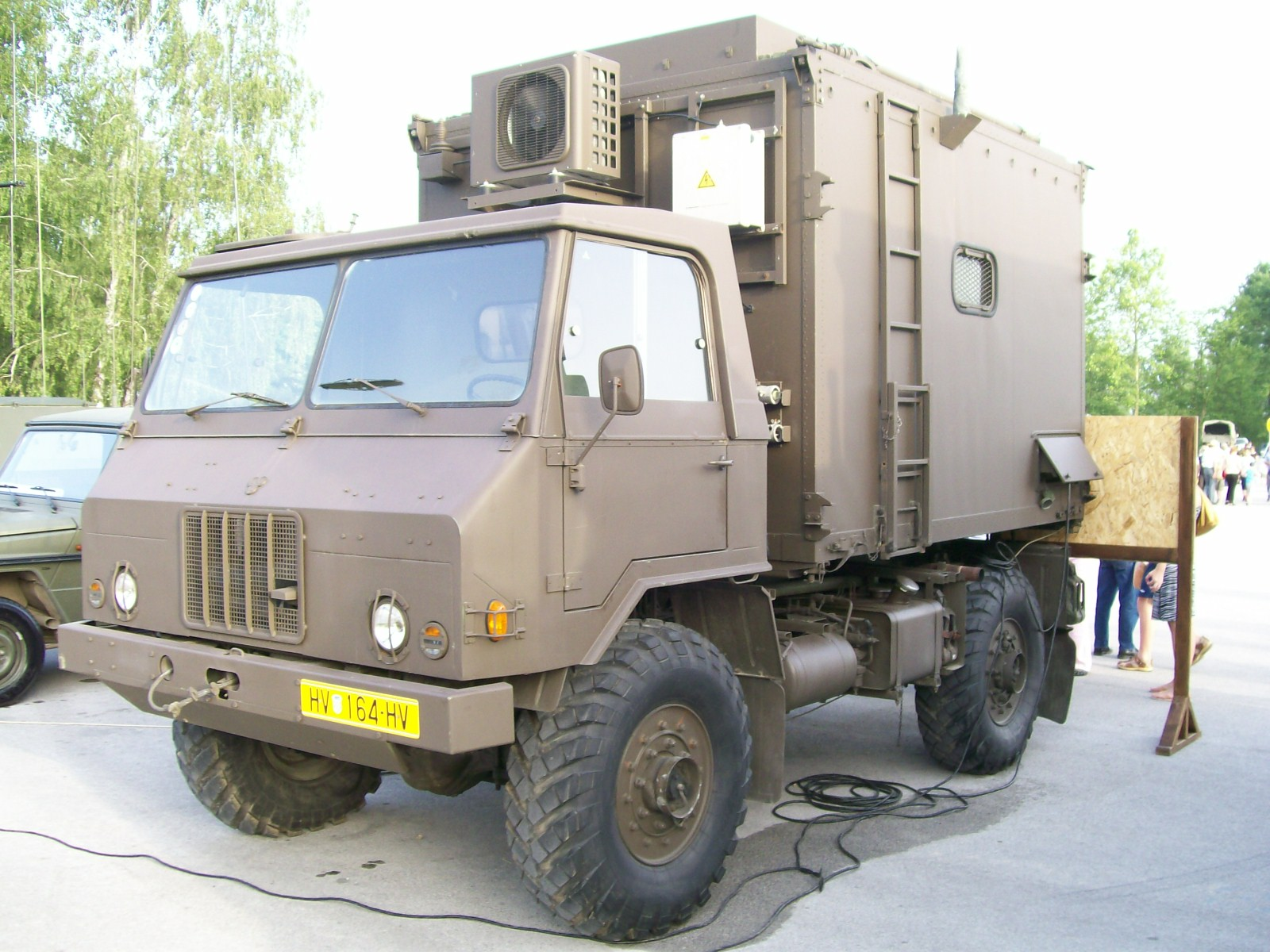
Вантажівка зв'язку TAM 110 T7
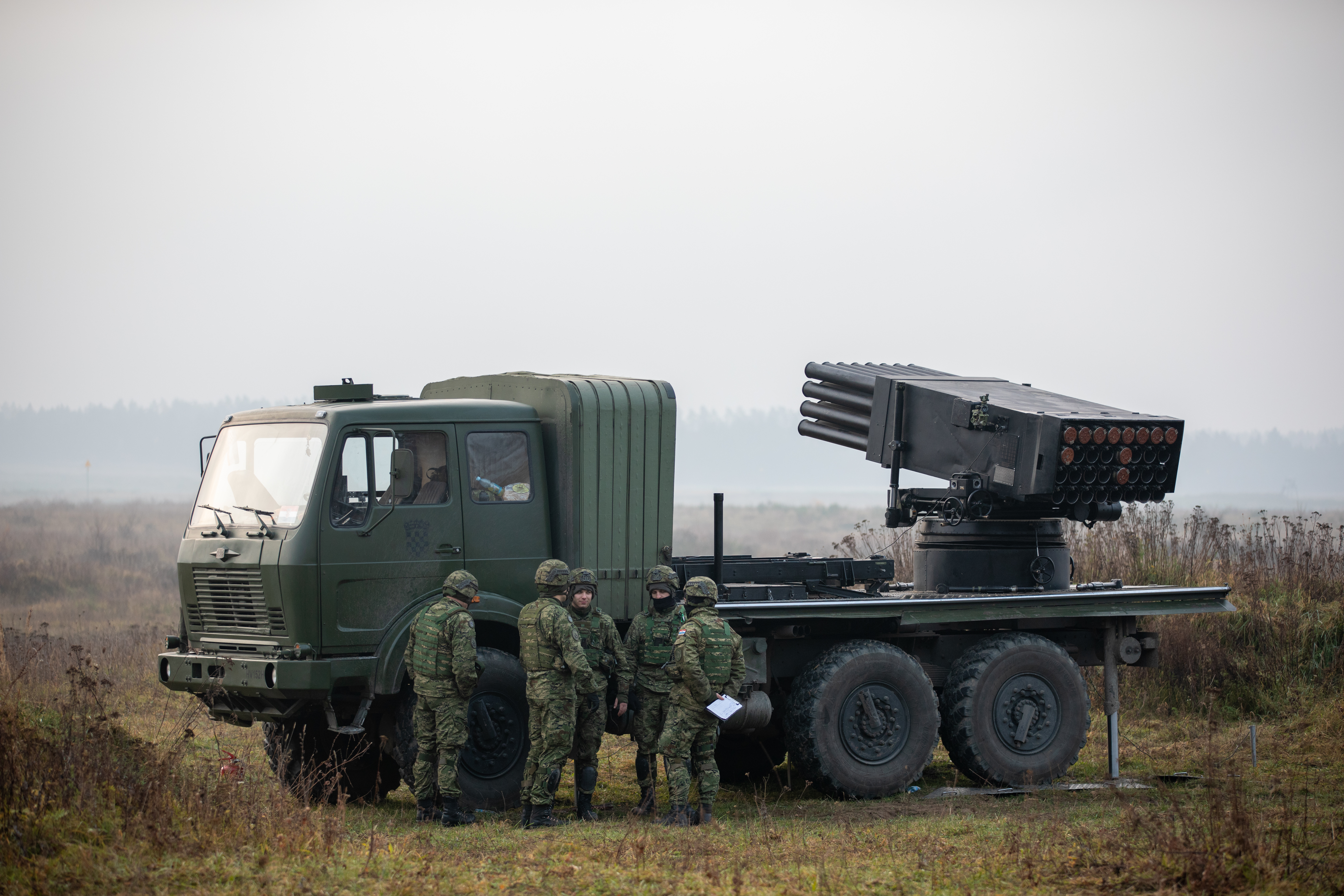
M-92 Vulkan

## Поточний склад
- Штабна рота (Вінковці)
- Танковий батальйон «Куни» (Джаково)
- Бронетанковий батальйон Гвардійської бронетанкової механізованої бригади
- 1-й механізований батальйон «Соколи» (Нашиці)
- 2-й механізований батальйон «Пуми» (Вараждин)
- Мішаний артилерійський дивізіон (Б'єловар)
- Інженерний батальйон (Вінковці)
- Рота військової розвідки (Вінковці)
- Зенітний дивізіон (Вінковці)
- Рота зв'язку (Вінковці)
- Рота тилового забезпечення (Вінковці)

Гвардійська бронетанкова механізована бригада складається із сімох батальйонів і налічує близько 4 тисяч військовиків.

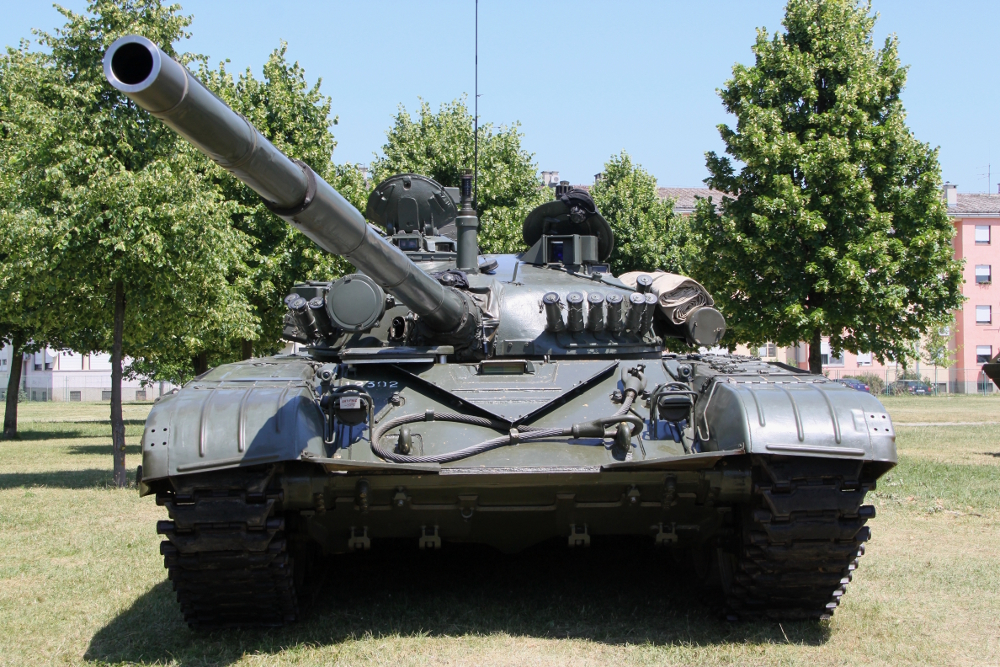
Основний бойовий танк M-84A4 Sniper
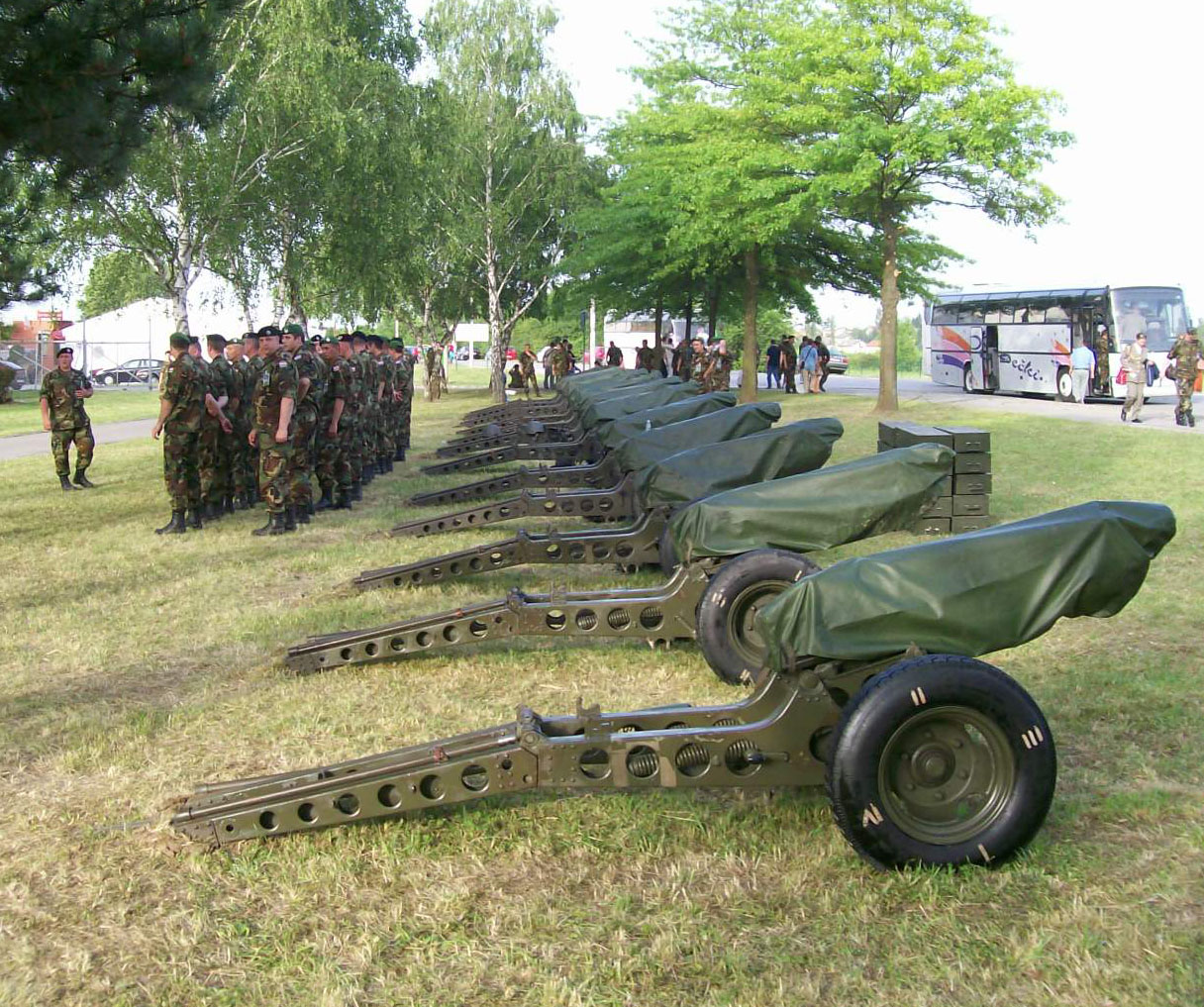
Артилерійський дивізіон
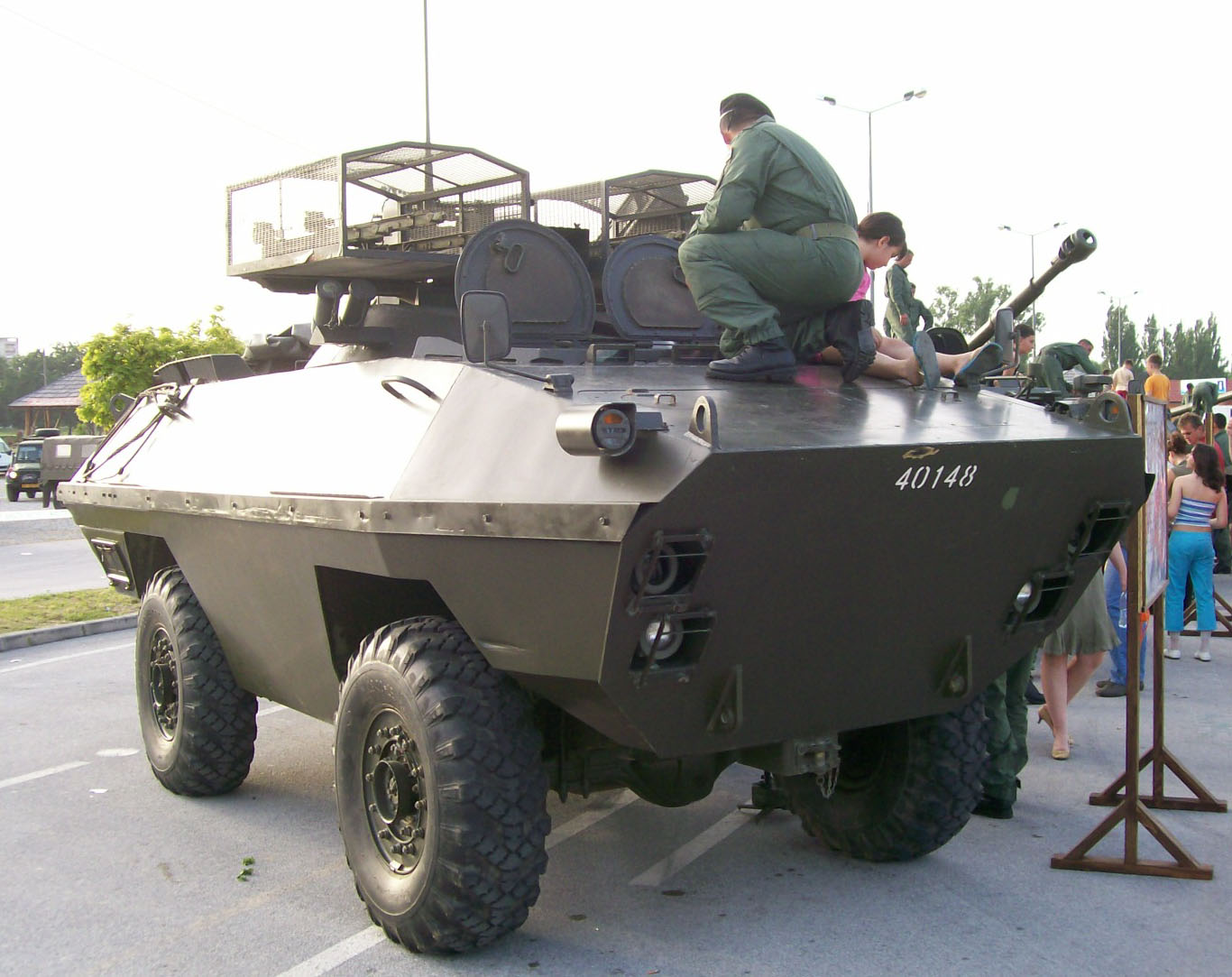
BOV POLO M 83